# 马林明斯特
马林明斯特（德語：Marienmünster，發音：[maˌʁiːənˈmʏnstɐ] ⓘ）是德国北莱茵-威斯特法伦州代特莫尔德行政区赫克斯特县的城市，面积64.36平方千米，2023年12月31日人口为4,913人。